# Karl-Hermann Reccius
Karl-Hermann Reccius (* 23. Mai 1916 in Kassel; † 25. August 2003) war ein deutscher Verwaltungsjurist.

## Werdegang
Reccius promovierte 1941 an der Rechts- und staatswissenschaftlichen Fakultät der Universität Marburg. Ab dem 3. Januar 1963 war er parteiloser Landrat des hessischen Landkreises Waldeck. In der Wahl 1963 unterlag Frank Seiboth trotz Unterstützung der SPD. Nach Auflösung des Landkreises war er von 1974 bis 1984 erster Landrat des neu geschaffenen Landkreises Waldeck-Frankenberg. 1979 befürwortete er ein Veteranentreffen der 3. SS-Panzer-Division „Totenkopf“ in Arolsen, da sie „guten Glaubens und besten Willens nichts als ihre Pflicht getan haben“. Er wendete sich dabei gegen die „radikalen Chaoten“, die „jedes nationale Bewußtsein [] zerstören“.

## Ehrungen
- 1972: Verdienstkreuz 1. Klasse der Bundesrepublik Deutschland
- 1979: Großes Verdienstkreuz der Bundesrepublik Deutschland